# Aéroport régional de Santa Fe
L'aéroport régional de Santa Fe (code IATA : SAF • code OACI : KSAF • code FAA : SAF) est situé à seize kilomètres au sud-ouest de la ville de Santa Fe, dans le comté de Santa Fe, au Nouveau-Mexique. 
L'aéroport régional de Santa Fe dessert les régions de Santa Fe et Los Alamos. Il s'agit du deuxième aéroport le plus fréquenté du Nouveau-Mexique derrière l'aéroport international d'Albuquerque. L'aéroport a ouvert en 1941 en remplacement de l'ancien aéroport municipal de Santa Fe/Boyd Field et était appelé aéroport municipal du comté de Santa Fe jusqu'en 2018, date à laquelle le nom a été changé en aéroport régional de Santa Fe. Le terminal actuel a ouvert en 1957. L'aéroport a connu une augmentation des vols aériens, avec 43 329 passagers au cours de l'année civile 2011 et 115 000 en 2018. Santa Fe est désormais desservie par American Eagle avec des vols régionaux à destination de Dallas/Fort Worth et Phoenix, et par United Express avec des jets régionaux vers Denver. En octobre 2019, onze vols quotidiens décollaient de Santa Fe ; quatre vers Dallas, cinq vers Denver et deux vers Phoenix. Depuis la pandémie de Covid-19, le service a été réduit à trois vols quotidiens vers Dallas et un vers Denver. Le service Phoenix a été suspendu, mais il devrait revenir dans le futur.

## Histoire

### Service aérien passé
Santa Fe a d'abord été desservie par Boyd Field, un aéroport situé sur Cerrillos Road, entre Rodeo Road et Jaguar Drive. L'aéroport actuel, à plusieurs kilomètres au sud-ouest, a ouvert ses portes en 1941.
Le premier service aérien commercial de Santa Fe a été assuré par Mid Continent Air Express à partir de 1929, opérant une route d'El Paso à Denver avec des escales à Albuquerque, Santa Fe, Las Vegas, NM, Pueblo et Colorado Springs, CO. L'itinéraire a été repris par Western Air Express en 1931 et à nouveau par Varney Speed Lines, le prédécesseur de Continental Airlines en 1934. Varney exploitait un service aérien aller-retour quotidien avec un avion Lockheed Vega monomoteur sur l'itinéraire El Paso - Albuquerque - Santa Fe - Las Vegas, NM - Pueblo, CO avec un service exploité par une autre compagnie aérienne, Wyoming Air Service, qui continuait jusqu'à Colorado Springs et Denver. En 1936, Varney a été acquise par Robert F.Six qui, en 1937, a renommé le transporteur aérien Continental Air Lines et qui a alors commencé à exploiter des avions Lockheed L-12 Electra Junior sur un itinéraire aller-retour quotidien El Paso - Albuquerque - Santa Fe - Pueblo, CO - Colorado Springs - Denver. M. Six a occupé le poste de PDG de la compagnie aérienne jusqu'en 1981. Ainsi, Santa Fe était l'une des premières destinations desservies par Continental Air Lines qui allait devenir une grande compagnie aérienne nationale et internationale. En 1940, Continental Air Lines a commencé à exploiter un avion  Lockheed L-18 Lodestar sur un nouvel itinéraire aller-retour quotidien de Denver - Colorado Springs - Pueblo, CO - Las Vegas, NM - Santa Fe - Albuquerque - Roswell, NM - Hobbs, NM - Midland / Odessa - Big Spring, Texas - San Angelo - San Antonio. Continental a alors introduit le service Douglas DC-3 et, en 1948, desservait de Santa Fe : Albuquerque, El Paso, Colorado Springs et d'autres petites villes du Colorado et du Nouveau-Mexique. En 1951, Continental a étendu sa dessert et exploitait le DC-3 sur une route entre El Paso et Denver qui comprenait Las Cruces, Truth or Consequences, Socorro et Raton au Nouveau-Mexique et Trinidad au Colorado en plus de Santa Fe et des autres destinations susmentionnées sur la route El Paso-Denver et assurait également des vols directs, sans changement d'avion entre l'aéroport et San Antonio. En 1955, Continental a fusionné avec Pioneer Airlines qui a repris la desserte de ce transporteur sur la ligne Albuquerque - Santa Fe - Clovis - Lubbock - Abilene - Dallas Ft. Worth. En 1959, la compagnie aérienne avait lancé son premier service d'avion de ligne à turbine à Santa Fe avec le quadriturbopropulseur Vickers Viscount de fabrication britannique opérant quatre de ses six vols quotidiens. En 1963, Continental Airlines se développait rapidement avec de gros jets et commença à transférer son autorité de route pour ses petites villes à d'autres transporteurs. La liaison El Paso - Denver avec tous les arrêts intermédiaires entre les deux villes a été transférée à Frontier Airlines (1950-1986) et la liaison Albuquerque - Dallas avec toutes les escales intermédiaires en cours de route est allée à Trans-Texas Airways, ce qui a conduit Continental à ne plus desservir l'aéroport de Santa Fe.
Trans World Airlines (TWA) a commencé à desservir Santa Fe en 1948 en ajoutant la ville comme escale sur sa ligne principale transcontinentale utilisant des Douglas DC-3. Au départ, l'itinéraire quotidien était New York-LaGuardia - Pittsburgh - Columbus, OH - Dayton - Chicago-Midway Airport - Kansas City - Topeka, KS - Wichita - Amarillo - Santa Fe - Winslow, AZ - Phoenix - Los Angeles. Albuquerque a ensuite été ajouté comme escale sur le chemin vers  Winslow et l'avion Martin 4-0-4 a remplacé les DC-3. En 1959, TWA exploitait un service de quadrimoteur Lockheed Constellation vers Santa Fe avec un itinéraire journalier depuis l'aéroport de Chicago-Midway - Kansas City - Wichita - Amarillo - Santa Fe - Albuquerque - Los Angeles, mais uniquement dans la direction ouest. Le service de TWA à Santa Fe a pris fin à la fin de 1960.
Pioneer Airlines a commencé à desservir Santa Fe en 1948 avec deux vols aller-retour quotidiens opérés avec des Douglas DC-3 sur l'itinéraire Albuquerque - Santa Fe - Las Vegas, NM - Tucumcari, NM - Clovis, NM - Lubbock, TX - Abilene, TX - Mineral Wells, TX - Fort Worth, TX - Dallas et a exploité en 1953 des avions Martin 2-0-2 avec des vols directs, sans changement d'avion vers l'aéroport de Houston-Hobby, faisant huit escales en cours de route (les escales à Las Vegas, NM et Tucumcari, NM avaient été abandonnées). Pioneer Airlines a ensuite été racheté et a fusionné avec Continental Airlines en 1955.
Frontier Airlines (1950-1986) a débuté ses vols vers Santa Fe en 1963 pour remplacer Continental Airlines sur quatre escales effectuées sur la liaison El Paso - Denver. Frontier Airlines a d'abord exploité des avions à hélices Douglas DC-3, Convair 340 et Convair 440. À la fin des années 1960, Frontier Airlines exploitait des turbopropulseurs Convair 580 vers Denver et Albuquerque sans escale depuis l'aéroport, avec des vols directs vers Phoenix, Tucson et El Paso. En juin 1972, Frontier (ainsi que Texas International Airlines) a cessé ses activités à Santa Fe.
Trans-Texas Airways (TTa) a commencé à desservir Santa Fe plus tard, en 1963, pour remplacer Continental Airlines sur toutes les escales effectuées sur la route Albuquerque - Dallas. Initialement, la compagnie aérienne utilisait des avions à hélice Douglas DC-3, qui ont été remplacés plus tard par  des turbopropulseurs Convair 600. En 1967, TTa a débuté le premier service en avion à réaction à destination de Santa Fe avec le Douglas DC-9-10 sur des vols sans escales à destination de Dallas Love Field avec un prolongement direct vers l'aéroport de Houston-Hobby. Des DC-9 ont également opéré des vols vers Albuquerque, Roswell et Midland / Odessa sur l'itinéraire à destination de Dallas et Houston depuis Santa Fe. Trans-Texas Airways a changé son nom en Texas International (TI) et a interrompu le service de jet DC-9 à Santa Fe au début de 1970 mais a continué à desservir l'aéroport avec le Convair 600 jusqu'en juin 1972, lorsque Texas International et Frontier ont été forcés de suspendre tous les vols à cause de conditions de piste dangereuses. Aucun de ces transporteur n'est jamais revenu.
Au cours des années 1960 et 1970, plusieurs petites compagnies aériennes desservaient Santa Fe, notamment Bison, Trans Central, The Santa Fe Airline Company, Mountain Air, Trans American Airways, Trans Western Airlines, Zia Airlines et Stahmann Farms. Ces transporteurs ont utilisé une grande variété d'avions, y compris des Cessna 402 et des Piper Navajo, sur des vols à destination d'Albuquerque et de Denver. Zia Airlines avait servi Santa Fe de 1974 à 1980, en opérant également des vols vers Farmington, NM pendant une courte période et s'était modernisé avec des avions Handley Page Jetstream en 1979.
De plus grands transporteurs régionaux ont desservi Santa Fe des années 1980 au milieu des années 2000. Pioneer Airlines a commencé ses vols vers Denver en 1981 avec des avions Beechcraft 99 et Swearingen Metro. Pioneer Airlines est devenu un transporteur régional pour le compte de Continental Airlines en 1983 avant de mettre fin au contrat en 1985. Il s'agissait du premier grand contrat de partage de code des compagnies aériennes enregistré au Nouveau-Mexique.
Mesa Airlines a commencé à desservir l'aéroport en 1985 avec des turbopropulseurs Cessna 208 Caravan, Beechcraft 99, Beechcraft 1300 et Beechcraft 1900. Mesa Airlines a d'abord exploité un service entre Santa Fe et Albuquerque, puis a commencé plus tard des vols vers Denver. En 1995, les vols de Mesa à destination de Denver ont été modifiés pour fonctionner au nom de United Airlines sous le nom de United Express, mais tous les services de Mesa Airlines ont pris fin en 1998 et ont été remplacés par Great Lakes Aviation.
Aspen Mountain Air a desservi Santa Fe de 1997 à 1998 avec un Dornier 328 pour le compte d'American Airlines en rétablissant des vols sans escale vers Dallas-Fort Worth. Bien qu'Aspen Mountain Air opère dans le cadre d'un accord de partage de code avec American, ils ne sont pas considérés comme American Eagle.
Great Lakes Aviation est arrivé à Santa Fe en 1998 et a repris les vols de United Express à destination de Denver à la fin du contrat de Mesa Airlines. Great Lakes a également utilisé des Beechcraft 1900D et a augmenté sa desserte de Denver jusqu'à douze vols par jour, mais a ensuite perdu le United Express au début de 2002. Ils ont continué à servir Santa Fe de manière indépendante via leur propre identité jusqu'en 2007, car aucun autre transporteur United Express n'avait mis en place de service. Great Lakes est retourné à Santa Fe avec des vols vers Denver, Phoenix et Clovis pendant une courte période en 2013 jusqu'à ce qu'ExpressJet exploitant des jets régionaux Embraer ERJ 145 lance un service vers Denver sous le nom de United Express.

### Période sans compagnies aériennes
Du 11 décembre 2007 au 11 juin 2009, Santa Fe n'avait pas de service aérien régulier de passagers. En juin 2007, l'aéroport a été surclassé au statut de classe 1 pour permettre des vols d'appareils à réaction régionaux. La ville et les compagnies aériennes intéressées ont entamé des négociations pour partager le coût des mises à niveau. En juillet 2007, Delta Air Lines a annoncé que de nouveaux vols régionaux commenceraient en décembre 2007 de Santa Fe vers l'aéroport international de Los Angeles et aussi vers l'aéroport international de Salt Lake City, ce qui aurait marqué la première desserte de jets régionaux à Santa Fe. Cependant, tous les services réguliers, y compris les vols Envoy Air prévus vers les aéroports internationaux de Dallas-Fort Worth et de Los Angeles qui ont été annoncés peu de temps après que Delta ait déclaré ses intentions, ont été suspendus en attendant l'approbation fédérale d'une évaluation environnementale. Delta et American ont ensuite supprimé les vols à destination de Santa Fe de leurs plannings et on ne savait pas à ce moment-là si et quand les vols commenceraient.

### Reprise du service aérien
La finalisation de l'étude d'impact environnemental a été annoncée le 26 février 2009, mais ni Delta ni American Airlines n'ont immédiatement annoncé leur intention de desservir l'aéroport, invoquant les conditions économiques Le 12 mars 2009, la ville de Santa Fe a annoncé qu'American Eagle, la filiale régionale d'American Airlines, lancerait un vol quotidien vers l'aéroport international de Dallas-Fort Worth (DFW) le 11 juin 2009. Le jour où le service a commencé, American Eagle a également annoncé un service supplémentaire vers l'aéroport international de Los Angeles (LAX) à partir du 19 novembre 2009. Ces vols American Eagle vers Dallas et Los Angeles ont été effectués avec des avions à réaction régionaux Embraer ERJ 140 et ERJ 145.
Le 27 juillet 2009, American Eagle a annoncé un deuxième vol quotidien vers l'aéroport international de Dallas-Fort Worth. Le deuxième vol a commencé le 19 novembre 2009. Le 14 décembre 2009, un troisième vol quotidien à destination de Dallas-Fort Worth a été ajouté, il a commencé le 11 février 2010. Cependant, le 18 juin 2010, il a été annoncé que le service reviendrait temporairement à deux vols quotidiens vers Dallas-Fort Worth pendant l'été 2010, le troisième vol ne revenant qu'en avril 2011.
Le 28 février 2011, il a été annoncé qu'un quatrième vol à destination de Dallas-Fort Worth commencerait en juillet 2011. Les troisième et quatrième vols ont été effectuées pendant l'été 2011 et 2012.
Envoy Air (opérant actuellement sous la marque American Eagle) a alors exploité des Embraer ERJ-140 et ERJ-145 pour tous ses vols sans escale entre Santa Fe et Dallas Ft. Worth (DFW) ; l'aéroport a aussi été desservi par ExpressJet Airlines opérant pour American Eagle avec des Canadair CRJ200 de 50 places. SkyWest Airlines, opérant toujours pour American Eagle, a remplacé le service d'American Eagle Airlines vers Los Angeles le 15 novembre 2012 avec ses CRJ-200. Tous les vols à destination de Los Angeles ont pris fin le 8 septembre 2015, date à laquelle tous les services d'American Eagle vers DFW ont commencé à être exploités par ExpressJet. Le 15 décembre 2016, des vols American Eagle opérés par SkyWest Airlines ont commencé une desserte de Santa Fe à Phoenix en utilisant un plus grand avion régional : le Canadair CRJ700 de 70 places et le 16 février 2017, American Eagle exploité par ExpressJet a amélioré ses trois vols quotidiens vers Dallas à des CRJ700 également. Tous les vols vers Dallas ont été opérés par SkyWest à compter du 26 décembre 2018. Un quatrième vol quotidien à destination de DFW a débuté le 2 avril 2019, toujours en utilisant des CRJ-700. Un deuxième vol quotidien à destination de Phoenix a été ajouté en mai 2019 avec un Canadair CRJ900 exploité par Mesa Airlines. Cet avion, pouvant accueillir jusqu'à 79 passagers, est le plus grand à desservir Santa Fe. En mars 2020, deux des vols DFW sont opérés en CRJ900 et à l'été 2020, la compagnie prévoyait cinq vols quotidiens vers Dallas, dont trois utiliseraient le CRJ900 et deux Embraer 175 de 76 places. Le vol hebdomadaire (le samedi) vers Los Angeles devait également commencer le 11 avril 2020 en utilisant un CRJ700 de SkyWest. Tous ces projets ont été interrompus en mars 2020 avec l'épidémie du virus COVID-19. Au lieu de cela, le service a été réduit à trois vols quotidiens vers Dallas en utilisant uniquement des CRJ700.
En août 2011, la ville de Santa Fe était en pourparlers avec Great Lakes Airlines concernant la reprise possible du service de passagers vers Denver. Great Lakes a repris ses vols réguliers vers Santa Fe. Le 1er décembre 2012, Great Lakes a lancé des vols sans escale à destination de Denver et de Clovis, au Nouveau-Brunswick, avec des Beechcraft 1900D configurés pour 19 passagers. Le 15 mars 2013, Great Lakes a annoncé qu'elle remplacerait les vols vers Clovis par une ligne vers l'aéroport international Sky Harbor de Phoenix (PHX) à partir du 1er mai. Cependant, Great Lakes a supprimé tous les vols depuis l'aéroport et ne dessert plus Santa Fe.
Le 19 décembre 2012, il a été annoncé qu'ExpressJet Airlines, opérant pour United Express, lancerait une ligne avec deux vols par jour vers l'aéroport international de Denver (DEN) à compter du 1er mai 2013. Ces vols sont actuellement opérés avec un Embraer ERJ-145. Ces vols ont été opérés par Trans States Airlines sous le nom depuis le 2 juillet 2015, qui exploite également des jets régionaux Embraer ERJ-145. Un troisième vol quotidien à destination de Denver était opéré du 24 septembre au 23 octobre 2015. Au cours des mois d'octobre 2016, 2017 et 2018, quatre vols quotidiens à destination de Denver ont été opérés. En octobre 2019, cinq vols à destination de Denver avaient lieu chaque jour. Le service a ensuite été réduit à trois vols, mais un quatrième vol devait revenir pour l'été 2020 et tous les vols devaient être opérés par SkyWest avec des CRJ700. Au lieu de cela, le service a été réduit à un seul vol par jour à destination de Denver en raison de l'épidémie de virus COVID-19.
Le 27 septembre 2017, le conseil municipal de Santa Fe a approuvé un plan d'expansion de l'aéroport afin de mieux accueillir les futurs services aériens. En même temps que ce plan d'expansion, le nom de l'aéroport de l'aéroport a été modifié, passant de l'aéroport municipal de Santa Fe à l'aéroport régional de Santa Fe.

## Installations
L'aéroport régional de Santa Fe s'étend sur 861 hectares à une altitude de 1 935 m. Il a trois pistes en asphalte. 
En 2013, l'aéroport comptait 72 031 mouvements d'aéronefs, en moyenne 197 par jour : 71% d'aviation générale, 12% de vols charters et 8% de militaires. 207 avions étaient alors basés sur cet aéroport : 71% de monomoteurs, 11% de multimoteurs, 10% de jets, 2% d'hélicoptères, 1% de planeurs et 5% d'avions militaires.
Les données ci-dessous représentent les mouvements d'aéronefs annuels de 2003 à 2013 à partir du système de la circulation aérienne de la FAA. L'augmentation annuelle moyenne des mouvements d'aéronefs a été de 0,88% au cours des 10 dernières années
| Année civile | mouvements d'aéronefs | %       |
| ------------ | --------------------- | ------- |
| 2003         | 80 538                |         |
| 2004         | 83 431                | 3,59%   |
| 2005         | 74 997                | −10,11% |
| 2006         | 76 416                | 1,89%   |
| 2007         | 79 356                | 3,84%   |
| 2008         | 73 716                | −7,11%  |
| 2009         | 70 112                | −4,88%  |
| 2010         | 75 646                | 7,89%   |
| 2011         | 66 989                | −11,44% |
| 2012         | 65 456                | −2,29%  |
| 2013         | 71 932                | 27,41%  |

## Compagnies aériennes et destinations

### Passager
| Compagnies     | Destinations                          |
| -------------- | ------------------------------------- |
| American Eagle | Dallas/Fort Worth, Phoenix–Sky Harbor |
| United Express | Denver                                |

### Statistiques
| Rang | Aéroport                                | Passagers | Compagnies aériennes |
| ---- | --------------------------------------- | --------- | -------------------- |
| 1    | Dallas / Fort Worth International (DFW) | 49 800    | American Airlines    |
| 2    | Denver International (DEN)              | 28 740    | United               |
| 3    | Phoenix-Sky Harbor, Arizona (PHX)       | 21 970    | American Airlines    |

### Trafic annuel de passagers

#### Trafic annuel de passagers à SAF
Le graphique qui aurait dû être présenté ici ne peut pas être affiché car il utilise l'ancienne extension Graph, désactivée pour des questions de sécurité. Des indications pour créer un nouveau graphique avec la nouvelle extension Chart sont disponibles ici.

Voir la requête brute et les sources sur Wikidata.
| An   | Passagers |
| ---- | --------- |
| 2013 | 137 127   |
| 2014 | 151 177   |
| 2015 | 146 333   |
| 2016 | 146 000   |
| 2017 | 207 000   |
| 2018 | 230 000   |